# نورمان هادلي
نورمان هادلي هو لاعب اتحاد الرغبي كندي، ولد في 2 ديسمبر 1964 في وينيبيغ في كندا، وتوفي في 23 مارس 2016 في طوكيو في اليابان.

## وصلات خارجية
- نورمان هادلي عل موقع إسبنسكروم (الإنجليزية)